# تلویزیون نور
تلویزیون نور یکی از شبکه‌های تلویزیونی افغانستان است که از شهر کابل پخش می‌شود. برهان الدین ربانی رئیس حزب جمعیت اسلامی افغانستان مالک و صاحب امتیاز این تلویزیون بود..
این تلویزیون در روز ۱۵ ساعت برنامه تولید می‌کند. برنامه‌های این تلویزیون عمدتاً خبری، سیاسی و دینی است. تلویزیون نور هر روز شش ساعت و سی دقیقه برنامه زنده نشر می‌کند.این شبکه در عرصه‌های خبر، سیاست، ورزش و برنامه‌های اسلامی و تاریخی فعال است. این تلویزیون هم‌اکنون در ولایت‌های کابل، کندهار، هرات، هلمند، ننگرهار، بامیان، جوزجان، بلخ، بغلان، کندز، تخار و بدخشان از آنتن عادی پخش می‌شود.
اکثر برنامه‌های این شبکه به زبان فارسی است و به زبان‌های پشتو و ازبیکی نیز اخبار پخش می‌کند.
مشهورترین برنامه‌های تلویزیون نور، عبارت از آخر خط، سرنوشت، ژرفنا و امت است. برنامه‌های آخر خط و سرنوشت، هرشب به گونه زنده از تلویزیون نور پخش می‌شوند.
از برنامه‌های دیگر این تلویزیون که به صورت مستقیم نشر می‌شود، پاسخ نور، دیدار صبح، پزشک آدینه روز، و زندگی است.